# منصف المولهي
منصف المولهي، ولد في 31 مايو 1939 في المرسى، هو مهندس وسياسي تونسي.

## السيرة الذاتية

### الدراسات
زاول منصف المولهت تعليمه الابتدائي في المدرسة العربية الفرنسية بالمرسى، قبل أن يلتحق بمعهد قرطاج ثم معهد كارنو. بعد تحصله على شهادة الباكالوريا في الرياضيات، انتقل ليتابع تعليمه العالي في عدة مدارس هندسة، منها المدرسة الوطنية للهيدروليكا في تولوز بفرنسا، أين تحصل فيها على شهادة مهندس في 1965.

### المسار المهني والسياسي
عند عودته إلى تونس، بدأ منصف المولهي مساره المهني في وزارة الفلاحة كمهندس سدود في إدارة الهيدروليكا. ابتداءً من 1974، انتقل لوزارة التجهيز ليشرف على إدارة الأشغال المائية الكبرى. في 1983، عين مديرا عاما لهذه الإدارة حتى 3 ديسمبر 1987، تاريخ تعيينه رئيس مدير عام الديوان القومي للتطهير.

عين في 7 يوليو 1988 في منصب وزير التجهيز في حكومة الهادي البكوش، وبقي على رأس الوزارة حتى 11 أبريل 1989.

بعدها عين على رأس الشركة الوطنية لاستغلال وتوزيع المياه، ثم رئيس مدير عام الشركة التونسية للكهرباء والغاز في 1996. انتخب في أبريل 1996 رئيسا للمنظمة المتوسطية للكهرباء. آخر منصب له كان إدارة الشركة الوطنية لتوزيع البترول.

## التشريفات
- الصنف الثاني من وسام الجمهورية (تونس).[1]
- الصنف الثالث من وسام الاستقلال (تونس).[1]